# Go-En’yū

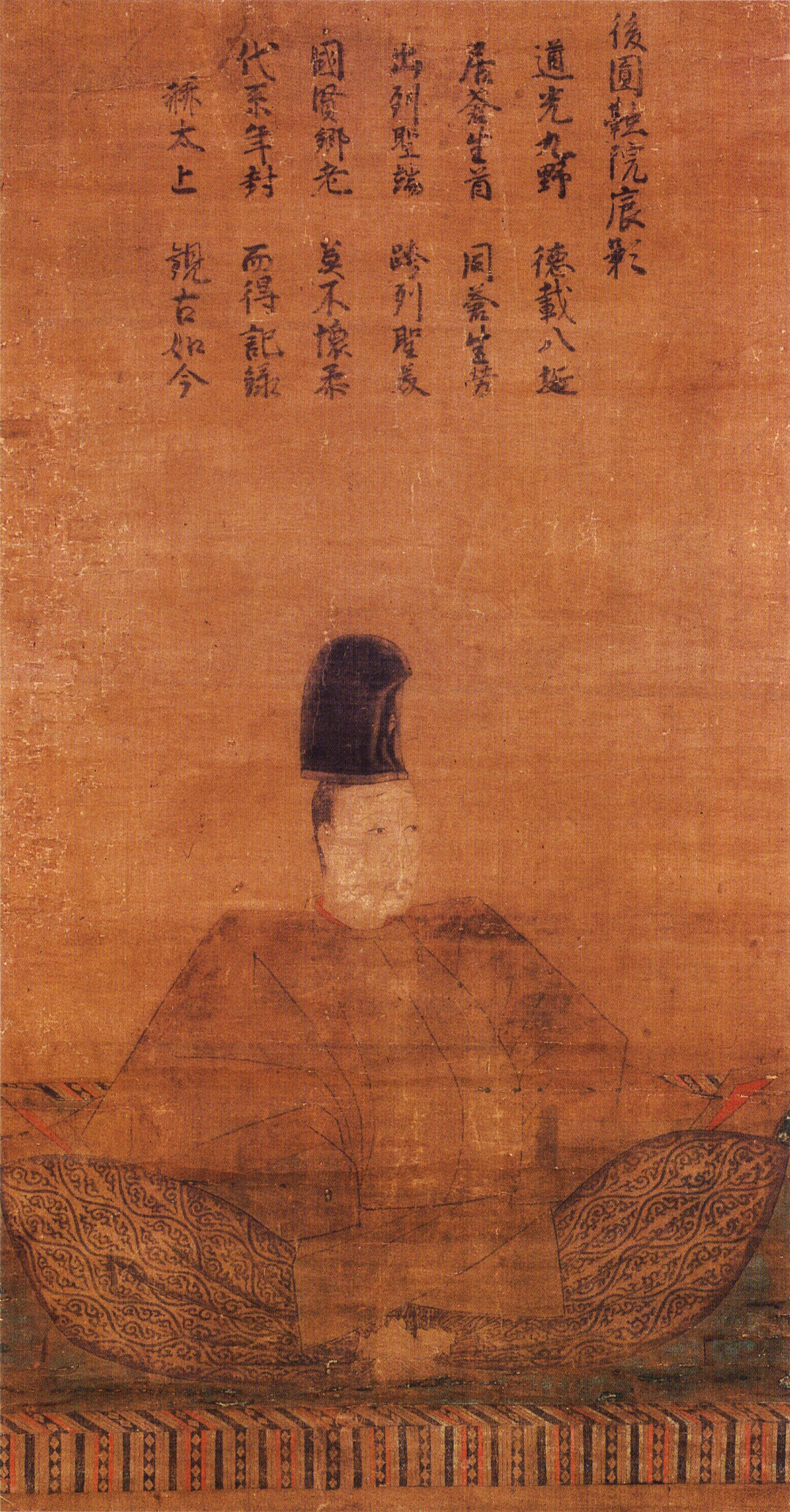
Go-En’yū

Der japanische Kaiser Go-En’yū (jap. 後円融天皇, Go-En’yū Tennō; * 11. Januar 1359; † 6. Juni 1393) war der fünfte der Ashikaga-Thronprätendenten (obwohl diese Bezeichnung hier nicht ganz exakt ist) des Nordhofes während der Zeit der Nord- und Südhöfe. Er beanspruchte den Thron vom 9. April 1371 bis zum 24. Mai 1382. Sein persönlicher Name war Ohito (緒仁).

## Genealogie
Er war der zweite Sohn des vierten Kaisers Nordhofes, Go-Kōgon. Der erste Sohn Go-Kōgon's wurde buddhistischer Priester und war so aus der Erbfolge ausgeschieden. Seine Mutter war Fujiwara Nakako (藤原仲子), Tochter von Hirohashi Kanetsuna (広橋兼綱).
- Gemahlin: Itsuko (厳子), Tochter von Sanjō Kimitada (三条公忠)
  - erster Sohn: Kaiserlicher Prinz Motohito (幹仁親王) (später Kaiser Go-Komatsu)
  - erste Tochter: Kaiserliche Prinzessin Keiko (珪子内親王)
- Hofdame Fujiwara Imako (藤原今子)
  - zweiter Sohn: Kaiserlicher Prinz ?? (道朝親王)

## Leben
1371 erhielt er durch Kaiserliches Dekret den Rang eines Shinnō (親王), oder Kaiserlichen Prinzen (und damit eines potentiellen Erben). Unmittelbar danach wurde er wegen der Abdankung seines Vaters, Kaiser Go-Kōgon, zum Kaiser. Es heißt, dass zwischen Go-Kōgon und seinem Vorgänger am Nordhof, Kaiser Sukō Uneinigkeit über den Kronprinzen bestanden habe. Mit Unterstützung von Hosokawa Yoriyuki, der die Kontrolle über das Shogunat hatte, wurde Go-Kōgon's Sohn zum Kaiser am Nordhof.
Bis 1374 regierte sein Vater Go-Kōgon als Klosterkaiser de facto weiter. 1368 wurde Ashikaga Yoshimitsu zum Shogun ernannt. Unter seinem Schutz stabilisierte sich der Kaiserliche Hof. Im Jahre 1382 dankte er zu Gunsten von Kaiser Go-Komatsu ab und zog sich selbst ins Kloster zurück. Ohne wirkliche Macht, rebellierte er, versuchte sich zu töten und beschuldigte Ashikaga Yoshimitsu und seine Gemahlin Itsuko des Ehebruchs.
Im Jahre 1392 wurde mit dem Südhof Frieden geschlossen, die Nanboku-cho-Zeit ging damit zu Ende. Am 6. Juni 1393 starb Go-En'yū.

## Ären während seiner Regentschaft
- Nordhof
  - Ōan
  - Eiwa
  - Kōryaku
  - Eitoku
- Südhof
  - Kentoku
  - Benchū
  - Tenju
- Kōwa

## Rivalen am Südhof
- Kaiser Chōkei

| Vorgänger | Amt                                    | Nachfolger |
| --------- | -------------------------------------- | ---------- |
| Go-Kōgon  | Japanischer Kaiser (Nordhof) 1371–1382 | Go-Komatsu |

| Personendaten    | Personendaten                                                                          |
| ---------------- | -------------------------------------------------------------------------------------- |
| NAME             | Go-En’yū                                                                               |
| ALTERNATIVNAMEN  | 後円融天皇 (japanisch); Ohito (persönlicher Name); 緒仁 (persönlicher Name, japanisch) |
| KURZBESCHREIBUNG | japanischer Kaiser                                                                     |
| GEBURTSDATUM     | 11. Januar 1359                                                                        |
| STERBEDATUM      | 6. Juni 1393                                                                           |